# Résolution 2037 du Conseil de sécurité des Nations unies
Membres permanents
- Chine
- États-Unis
- France
- Royaume-Uni
- Russie

Membres non permanents
- Afrique du Sud
- Allemagne
- Azerbaïdjan
- Colombie
- Guatemala
- Inde
- Maroc
- Pakistan
- Portugal
- Togo

Résolution no 2036 Résolution no 2038
La résolution 2037 du Conseil de sécurité des Nations unies adoptée à l'unanimité le 23 février 2012, a prolongé le mandant de la Mission intégrée des Nations unies au Timor-Lestel (MINUT) jusqu'au 31 décembre 2012. 
Le Conseil de sécurité a approuvé le plan de retrait de la MINUT et a renouvelé son soutien et son encouragement aux efforts de reconstruction des institutions du Timor-oriental, notamment la police, avec l'appui de la MINUT.